# Стрелы Робин Гуда
«Стрелы Робин Гуда» — советский фильм 1975 года режиссёра Сергея Тарасова, на основе английских средневековых баллад о Робин Гуде.
В 1982 году, с некоторыми актёрами из того же состава, был снят фильм «Баллада о доблестном рыцаре Айвенго», который можно рассматривать как продолжение.

## Сюжет
Молодой предводитель вольных стрелков Робин Гуд участвует в состязании лучников, организованном шерифом Ноттингемским, и выигрывает его. В качестве приза ему вручается золотая стрела. На ристалище он знакомится с дочерью мельника Марией. Девушка ему нравится, и Робин решает навестить её отца. По дороге он знакомится с воинственным монахом — отцом Туком. Новые друзья идут на мельницу вместе, но становятся свидетелями сожжения её воинами шерифа и убийства мельника. Мария попадает в Шервудский лес, у них с Робином завязываются романтические отношения. 
Вольные стрелки под предводительством Робина Гуда помогают молодому рыцарю Алану э’Дейлу заплатить долг и обвенчаться со своей невестой леди Анной. Однако оскорблённый несостоявшийся жених Анны убивает обоих молодожёнов прямо на выходе из церкви. Робину удаётся подстрелить убийцу из лука, но эти события позволяют присутствовавшему при этом местному епископу догадаться о романе разбойника и Марии. Коварный прелат предлагает шерифу Ноттингемскому и рыцарю Гаю Гисборну использовать Марию как приманку для поимки Робина. Девушку похищают во время посещения церкви и подвергают жестоким пыткам.
Шут Гая Гисборна Клем рассказывает Робину об этом плане. Разбойники придумывают план освобождения Марии. Для этого Робину необходимо сыграть роль Гая Гисборна. Разбойники проникают в его замок с помощью шута и возлюбленной отца Тука Кэт. В схватке Клем убивает своего жестокого хозяина, и Робин берёт себе доспехи рыцаря. Под видом Гисборна он проникает на городскую площадь, где для Марии готовится костёр. Проникшие в город разбойники нападают на стражу и освобождают девушку, но в погоню за ними отправляется сильный отряд воинов шерифа. Чтобы задержать их, наиболее опытные воины — отец Тук, Маленький Джон и Вилли — устраивают по всей дороге засады, позволяющие им ненадолго задержать преследователей. Вскоре могучий Джон Малыш и монах присоединяются к своим, но Вилли погибает в схватке. На болотистой равнине разбойники из Шервудского леса вступают в решающую схватку с шерифом и его подручными, выйдя из неё победителями…

## В ролях
- Борис Хмельницкий — Робин Гуд (озвучивает Александр Белявский)
- Регина Разума — Мария
- Вия Артмане — Кэт (озвучивает Антонина Кончакова)
- Эдуард Павулс — отец Тук (озвучивает Владислав Ковальков)
- Альгимантас Масюлис — сэр Гай Гисборн
- Юрий Каморный — шут Клем (озвучивает Владимир Ивашов)
- Интс Буранс — сэр Ральф, шериф Ноттингемский
- Юрис Стренга — епископ Герфорд
- Ромуалдс Анцанс — Вилли (озвучивает Юрий Чекулаев)
- Харий Швейц — Маленький Джон
- Мирдза Мартинсоне — леди Анна
- Янис Плесумс — Алан э’Дейл
- Мартиньш Вердиньш — сэр Эдмонд
- Николай Дупак — мельник
- Николай Ващилин — Билл (нет в титрах)
- Ивар Калныньш — эпизод (нет в титрах)
- Анатолий Ходюшин — эпизод

## Съёмочная группа
- Режиссёр: Сергей Тарасов
- Сценаристы: Сергей Тарасов, Кирилл Рапопорт
- Оператор-постановщик: Давис Симанис
- Композиторы: Владимир Высоцкий (1975), Раймонд Паулс (1976)
- Постановщики трюков: Александр Массарский[1][2][3], Николай Ващилин
- Художник-постановщик: Дайлис Рожлапа
- Тексты песен: Лев Прозоровский (1976), Владимир Высоцкий (1975)
- Звукорежиссёр: Игорь Яковлев
- Редактор: Освальд Кубланов
- Дирижёр: Алвис Закис
- Исполнение песен: Владимир Высоцкий (1975), Айя Кукуле, Виктор Лапченок

## История создания
Предполагалось, что роль шута будет исполнять Владимир Высоцкий. В силу обстоятельств Высоцкий не смог сниматься в этом фильме. В результате шута сыграл Юрий Каморный.
Специально для фильма Владимиром Высоцким были написаны шесть баллад:
- Баллада о времени («Замок временем срыт и укутан, укрыт…»)
- Баллада о вольных стрелках («Если рыщут за твоею…»)
- Баллада о ненависти («Торопись! Тощий гриф над страною кружит…»)
- Баллада о коротком счастье («Трубят рога: скорей! скорей!…»)
- Баллада о Любви («Когда вода Всемирного потопа…»)
- Баллада о борьбе («Средь оплывших свечей и вечерних молитв…»)

Также, в первоначальную редакцию фильма не вошёл текст Высоцкого «В забавах ратных целый век…».
Фильм существует в двух версиях: режиссёрской, с песнями Владимира Высоцкого, и прокатной, с песнями Раймонда Паулса.
В рекомендации сценарной редколлегии Госкино СССР директору Рижской киностудии Генриху Лепешко от 9 декабря 1975 года, в частности, говорилось, что характер исполнения баллад актёром В. Высоцким глубоко чужероден теме фильма и характерам его героев, «обилие вышеуказанных „зонгов“, бедных по музыкальному материалу, претенциозных по смыслу и однообразных по манере их подачи, создаёт ощущение ритмической затянутости фильма, недопустимой в произведении романтическо-приключенческого жанра.»
По рекомендации Госкино для фильма было создано новое музыкальное сопровождение. Поэт Лев Прозоровский написал две баллады («Над землёй много белых птиц…» и «Когда к твоей мошне дырявой…») на музыку Раймонда Паулса.
В 1982 году четыре баллады Высоцкого были использованы в фильме того же режиссёра «Баллада о доблестном рыцаре Айвенго», где роль Робина Гуда также исполнил Борис Хмельницкий. «Баллада о коротком счастье» и «Баллада о ненависти» не были включены из-за несоответствия сюжету.
В 1987 году к 50-летию Владимира Высоцкого на центральном телевидении был показан первоначальный «режиссёрский» вариант фильма с песнями Владимира Высоцкого.
В 2002 году вышло DVD-издание дистрибьютора Amalgama, содержащее режиссёрскую версию.
Съёмки
Съёмки фильма проходили в Польше и Латвии с мая по сентябрь 1975 года. В частности, несколько сцен были сняты в польском замке Мариенбург (Мальборк), а также под Ригой.

### Озвучивание
Робина Гуда в фильме озвучил актёр Александр Белявский. По одной из версий, причиной тому послужил демонстративный отказ от участия в озвучивании Бориса Хмельницкого после того, как песни Высоцкого не вошли в фильм. По словам режиссёра картины, Белявский был приглашён в том числе из-за заикания Хмельницкого.

## Прокат
В 1976 году фильм занял 11-е место в советском прокате (28,9 млн зрителей).